# Скенектади
Скенектади (енгл. Schenectady) град је у америчкој савезној држави Њујорк. По попису становништва из 2010. у њему је живело 66.135 становника.

## Демографија
Према попису становништва из 2010. у граду је живело 66.135 становника, што је 4.314 (7,0%) становника више него 2000. године.
|                   | 2010.           | 2000.           |
| Укупно            | 66 135 (100,0%) | 61 821 (100,0%) |
| Белци             | 38 006 (57,47%) | 46 069 (74,52%) |
| Афроамериканци    | 13 354 (20,19%) | 9 132 (14,77%)  |
| Хиспаноамериканци | 6 922 (10,47%)  | 3 632 (5,875%)  |
| Остали            | 5 457 (8,251%)  | 1 749 (2,829%)  |
| Азијати           | 2 396 (3,623%)  | 1 239 (2,004%)  |